# Raphaël de Bologne
Pour les articles homonymes, voir Bologne (homonymie).
Raphaël Capissuchi   de Bologne, né à Mondovi en Piémont vers 1590 et mort en octobre 1657, est un prélat franco-italien du XVIIe siècle qui fut évêque de Digne de 1628 à 1654. 

## Origine familiale
Raphaël de Bologne est fils de Jean Capissuchi dit de Bologne et de Jeanne de Trièves. Il est un neveu des évêques Antoine et Louis de Bologne, évêques de Digne. Ils sont apparentés aux cardinaux  Gianroberto Capizucchi (1088), Roberto Capizucchi (1097), Pietro Capizucchi (1122), Gian Roberto Capizucchi (1126), Gianantonio Capizucchi (1555) et Raimondo Capizucchi, O.P. (1681).

## Biographie
Destiné à l'origine au métier des armes sa formation religieuse est faible. Raphaël étudie à l'université de Pont-à-Mousson et à Paris et obtient une licence en droit canon. Bien que seulement sous diacre il est nommé en 1612 évêque de Mégare (de) in partibus et coadjuteur de son oncle l'évêque devenu paralysé à Digne et pourvu en commende du prieuré de    Sainte-Catherine de Val-des-Écoliers . Il devient enfin évêque de Digne à la mort de Louis  de Bologne en 1628. 
En 1635, il est député de la province ecclésiastique d'Aix à l'assemblée générale du clergé de France, et à son retour, il achète à Hyères et dans sa banlieue quelques propriétés de ville et rurales, afin de pouvoir aller passer l'hiver sous un ciel plus doux que celui de Digne. Il obtient pour coadjuteur avec future succession l'abbé Toussaint de Forbin-Janson, qui, dès 1653, a le titre de vicaire général. 
En 1655, Raphaël se démet du prieuré de Sainte-Catherine-du-Val-des-Écoliers, en faveur de Gabriel de Boislève, évêque d'Avranches ; mais ce prélat est dépossédé de ce bénéfice par suite de certaines clauses frauduleuses qu'on découvrit dans l'acte de cession. Raphaël de Bologne construit dans la rue du Collège à Draguignan un palais épiscopal.

## Source
- La France pontificale (Gallia Christiana), Paris, s.d.